# Hippopotames de Pablo Escobar
Vous lisez un « bon article » labellisé en 2016.
Les hippopotames de Pablo Escobar sont des hippopotames initialement importés par Pablo Escobar dans son hacienda Nápoles en Colombie ainsi que leurs descendants. À la suite de la mort du narcotrafiquant survenue en 1993, ils sont livrés à eux-mêmes dans la ménagerie abandonnée. Des spécimens se sont échappés puis se sont répandus et reproduits sur les berges du río Magdalena. À l'origine au nombre de quatre, ces animaux ont proliféré jusqu'à constituer une population estimée à environ 80 individus en 2020, formant ainsi le groupe d'hippopotames sauvages le plus important du monde, hors d'Afrique.
Considérés comme invasifs, n'ayant pas de prédateur et mettant en danger la faune native, ils s'avèrent également un danger pour la santé et la vie des habitants de la région. Selon différentes simulations, leur population pourrait atteindre entre 450 et 5 000 individus d'ici 2050. Différentes suggestions ont été faites afin de la contrôler. Si la castration et le déplacement de ces pachydermes sont des solutions onéreuses et complexes à mettre en place, le plus simple serait de les euthanasier. Néanmoins, la mort en 2009 de l'hippopotame Pepe à la suite d'une partie de chasse déclenche une vague de colère à l'encontre du gouvernement colombien.
Par ailleurs, certains écologistes soutiennent qu'il n'y a aucune raison de les abattre ou de les déplacer, faisant référence à la notion de réensauvagement. En effet, les impacts environnementaux de leur présence au niveau des lacs seraient « mesurables mais pas dramatiques » et les hippopotames pourraient fournir des services écosystémiques réalisés précédemment par les grands herbivores disparus en Amérique du Sud. Mais, selon des chercheurs, l'impact des hippopotames au niveau du bassin du río Magdalena s'avèrerait négatif car ils pourraient contribuer à empêcher les plaines inondables de se remplir et déstabiliser les berges (accélérant ainsi l'érosion et détruisant les zones riveraines), en plus de perturber la faune locale.
Les hippopotames de Pablo Escobar sont le sujet de divers reportages et documentaires. Ils sont aussi mentionnés dans le roman Le Bruit des choses qui tombent de Juan Gabriel Vásquez (2013).

## Contexte

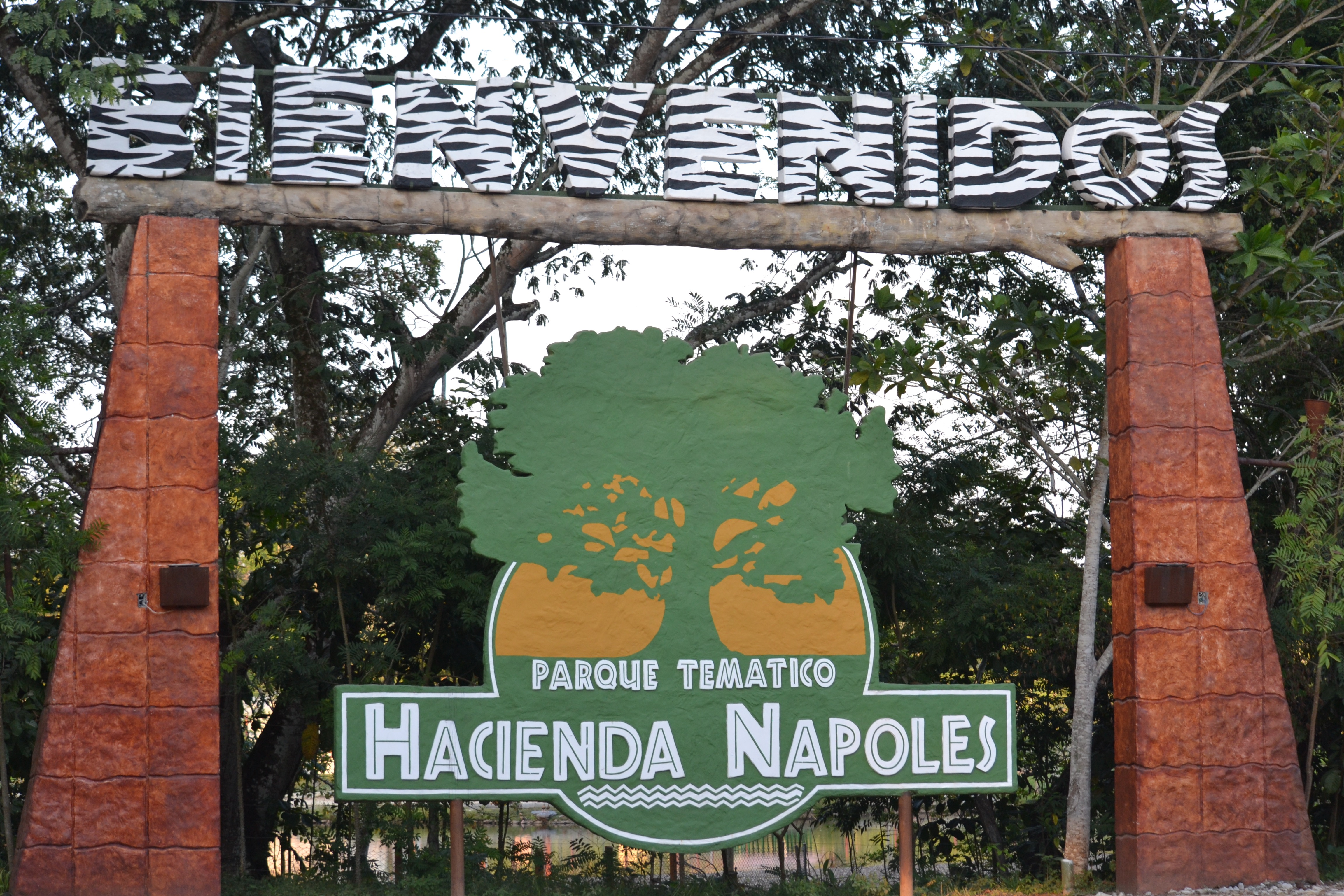
Entrée du parc de l'hacienda Nápoles.

Les hippopotames ne vivent normalement qu'en Afrique, bien qu'on puisse en observer dans les zoos sur d'autres continents. De plus, ces animaux, malgré leur apparence tranquille, sont très dangereux, causant sur le continent africain plus de morts par an que les lions, les éléphants, les buffles et les rhinocéros réunis. Or, au début des années 1980, le narcotrafiquant Pablo Escobar fait construire un zoo pour son fils dans son ranch, l'hacienda Nápoles, dans le département d'Antioquia près du río Magdalena, en Colombie. Il y accueille différentes espèces d'animaux dont quatre hippopotames entre 1982 et 1984, à savoir trois femelles et un mâle,. Escobar aurait payé un trafiquant à La Nouvelle-Orléans 3 000 dollars pour acquérir chacun de ces quatre pachydermes en provenance d'un zoo de Californie. Il fait importer ces hippopotames pour leurs excréments pouvant tromper les chiens renifleurs quand ils inspectaient ses cargaisons de cocaïne. Après la mort d'Escobar en 1993, le ranch est saisi et les animaux sont répartis dans des zoos colombiens. Seuls les hippopotames continuent à vivre en liberté, personne n'en voulant,. En effet, les autorités considèrent qu'il serait trop coûteux de déplacer les quatre animaux et ceux-ci sont donc livrés à eux-mêmes dans la ménagerie abandonnée. L'hacienda est reconvertie en parc d'attractions.

## Distribution et habitat
Les hippopotames sont initialement placés au niveau de l'un des douze lacs artificiels que compte la propriété de Pablo Escobar. L'hacienda est située sur les rives du río Nare, un affluent du río Magdalena, dans le corregimiento de Doradal rattaché à Puerto Triunfo. La vallée du río Magdalena est une zone au climat tropical. Au niveau de Puerto Triunfo où vivent les hippopotames, les températures peuvent atteindre plus de 30 °C, avec un taux d'humidité élevé. Par ailleurs, ce secteur géographique compte de nombreux pâturages et réserves d'eau.

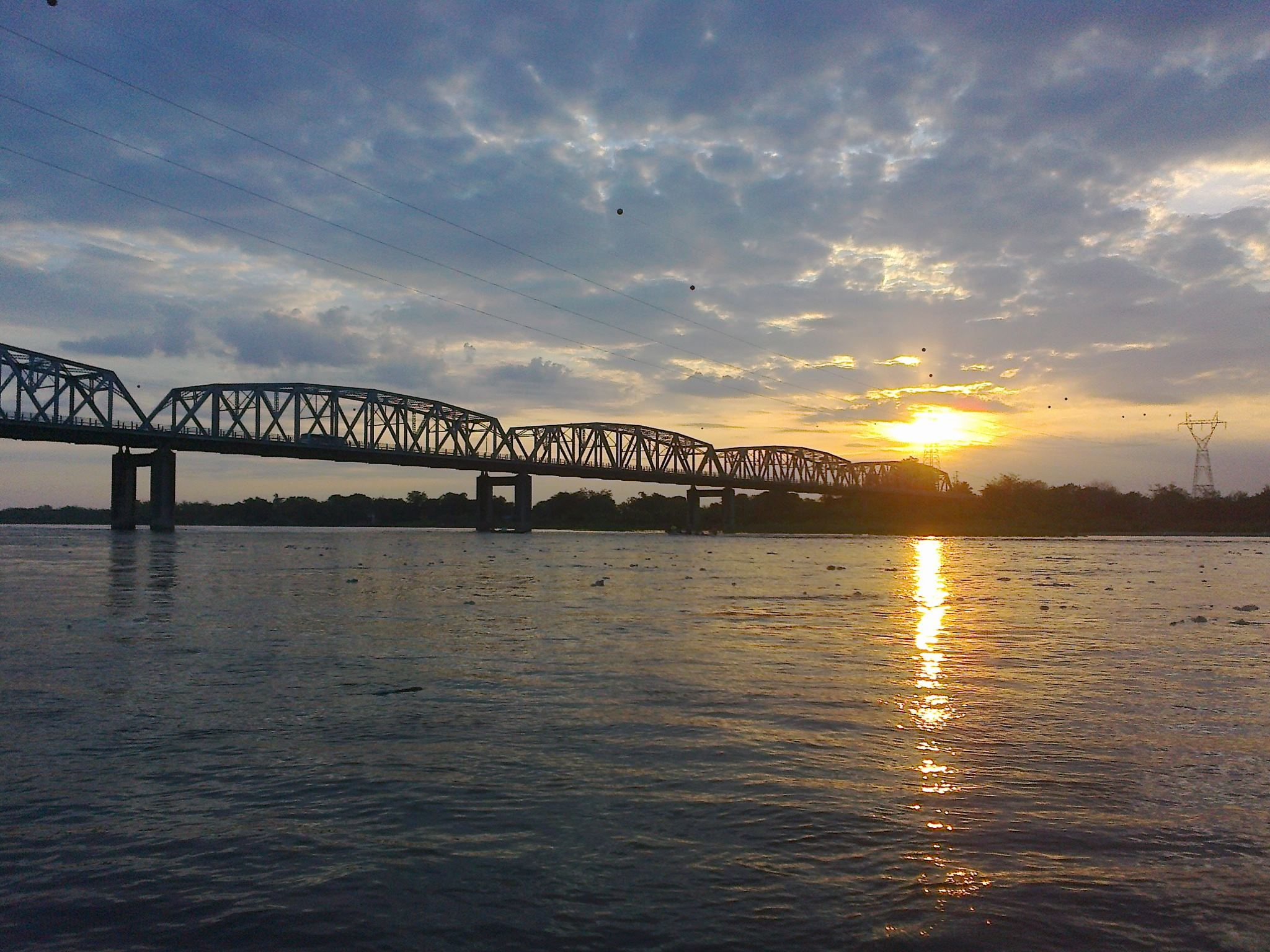
Le río Magdalena à Puerto Berrío.

Capables de marcher de trois à cinq kilomètres durant la nuit, des hippopotames ont descendu le ruisseau Doradal jusqu'au río Magdalena, le plus grand fleuve de Colombie. Certains d'entre eux sont aperçus pour la première fois en 2007 dans des zones rurales par des habitants antioqueños. Le fait qu'ils aient décidé de quitter l'hacienda pourrait être dû à El Viejo (littéralement en français « Le Vieux »), un mâle dominant très puissant qui défend son harem de femelles contre les mâles plus jeunes. Ces derniers n'auraient alors eu d'autre choix que de partir pour essayer de former leur troupeau ailleurs. En 2016, David Echeverry signale que l'institut Cornare a des preuves que de petits groupes d'hippopotames ou des individus solitaires ont migré via le Magdalena vers d'autres zones telles que la municipalité de Puerto Berrío (située dans le département de l'Antioquia) et le département de Boyacá.

## Évolution de la population
En 2007, la population d'hippopotames s'est accrue, comptant dorénavant seize têtes. Par ailleurs, elle s'est déplacée vers le cours du río Magdalena à la recherche de nourriture,. En 2006, deux animaux adultes, qui donnent naissance à un jeune, se séparent du groupe principal à la suite d'un conflit avec le mâle dominant du troupeau. L'un des deux adultes est abattu en 2009 avec l'autorisation des autorités locales après plusieurs attaques contre des humains et du bétail. On compte, début 2014, quarante hippopotames dans la commune de Puerto Triunfo à proximité de l'ancienne résidence d'Escobar. La même année, un recensement à l'aide d'un drone militaire est lancé afin de déterminer le nombre exact d'individus en liberté,. L'étude a également pour objectif de comprendre leurs voies de migration et les effets qu'ils ont sur l'environnement, un hippopotame adulte mangeant environ 70 kilos de végétation par jour,. En 2016, la Corporación Autónoma Regional de las Cuencas de los ríos Negro y Nare (Cornare), une agence régionale de protection de l'environnement dotée d'un budget de 400 millions de pesos — issu des saisies de biens appartenant aux mafieux colombiens —, estime la population à 35 individus. Ils forment alors le groupe d'hippopotames sauvages le plus important du monde hors d'Afrique. David Echeverri, biologiste au sein de Cornare, souligne le fait qu'« il est difficile de les compter car, lorsqu'ils voient quelqu'un, ils s'enfoncent sous l'eau et ressurgissent ailleurs ». Il estime également que la population d'hippopotames pourrait approcher le nombre de 100 en 2026 si rien n'est mis en place pour la contrôler. En 2019, les scientifiques estiment qu'il y a entre 60 et 80 hippopotames et, selon le biologiste Germán Jiménez, il pourrait y en avoir 400 en 2050 si leur reproduction n'est pas contrôlée. La même année, une autre étude est réalisée sous la direction d'Amanda Subalusky, écologiste à l'université Yale. Elle s'appuie sur les données démographiques des hippopotames en Afrique pour prédire une population de 800 individus d'ici 2050 et, en fonction des taux de reproduction simulés, ce chiffre pourrait même se rapprocher de 5 000.

## Une réelle menace en Colombie?

### Risques sur la biodiversité et l'environnement

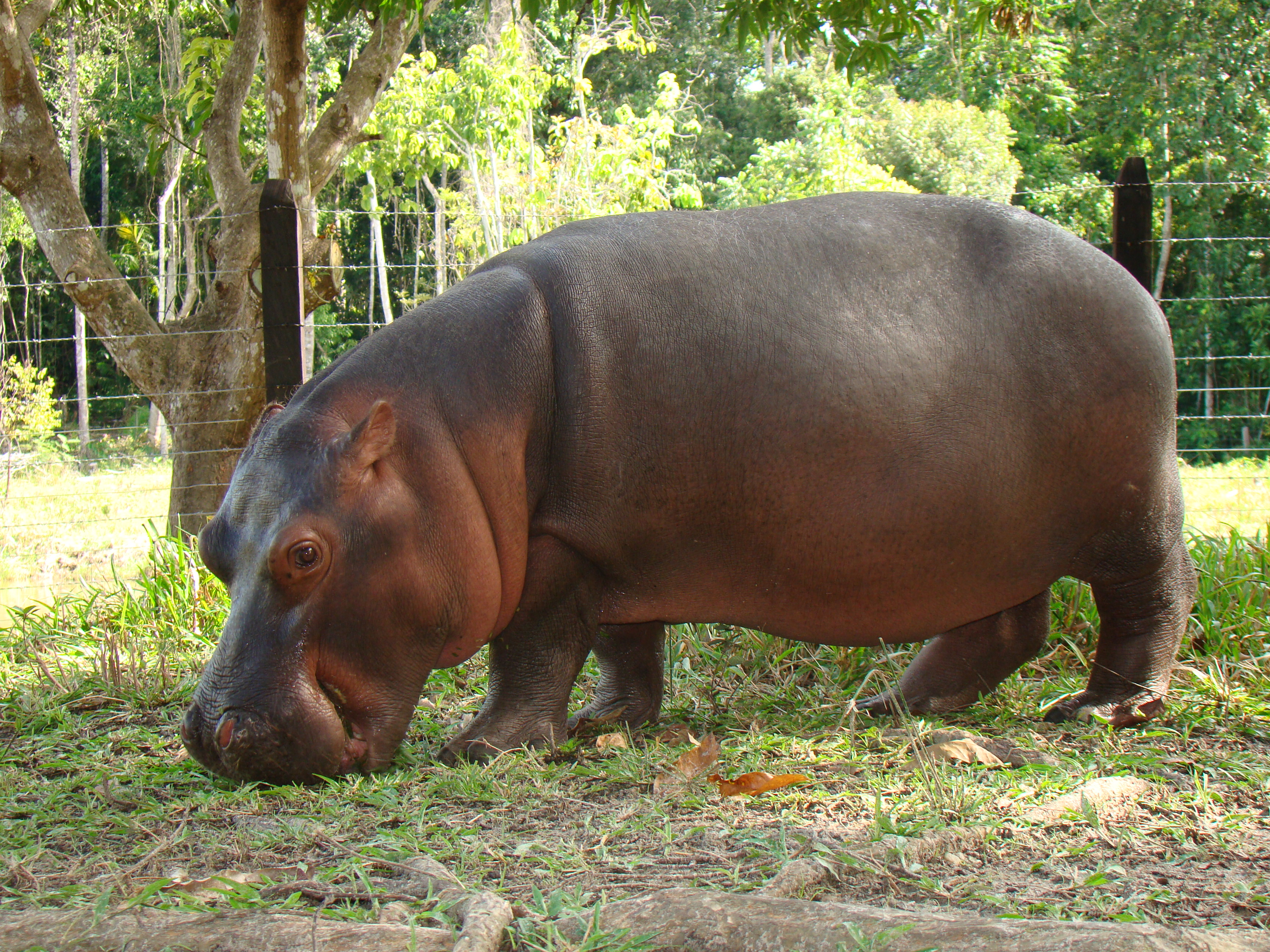
L'hippopotame Vanessa, rejetée par le troupeau et recueillie par le zoo du parc de l'hacienda Nápoles.

Les hippopotames se sont adaptés à la nature colombienne en raison d'une abondance de nourriture et d'une absence de prédateur. En effet, aucun des prédateurs naturels de l'hippopotame, tels que le crocodile du Nil, le lion ou la hyène, qui ont pour proie les jeunes hippopotames, ne vivent en Colombie. Dès lors, les écologistes se sont plaints aux autorités concernées que cette espèce envahissante perturbe ou déplace les espèces natives de la faune colombienne, telles que la loutre ou le lamantin, ce dernier étant déjà en voie d'extinction. D'autres raisons expliquent le fait que ces pachydermes deviennent invasifs en Colombie. Ainsi, si en Afrique les sécheresses permettent de stabiliser les populations d'hippopotames, il s'avère en revanche que la région colombienne où ils vivent n'est pas sujette à de longues périodes sans pluie. Par ailleurs, ils commencent normalement à se reproduire vers l'âge de sept ans pour les mâles et neuf ans pour les femelles. Or, dans des conditions presque idéales, ces animaux peuvent copuler dès leurs trois ans.
Dès 2009, Peter Morkel, consultant pour la Frankfurt Zoological Society en Tanzanie, compare le potentiel des hippopotames à perturber l'écosystème colombien à d'autres cas déjà existants tels que les chèvres sur les îles Galápagos, les chats sur l'île Marion et les pythons en Floride. Les experts internationaux du Fonds mondial pour la nature et de la Disney Foundation, qui se sont rendus en Colombie en 2010, considèrent que le cas de ces pachydermes est comme une « bombe à retardement ».
Outre que les hippopotames soient porteurs de maladies qui peuvent être fatales pour le bétail, David Echeverri explique qu'ils « gênent la pêche et contaminent les cours d'eau où ils défèquent ». Si, en 2016, leur impact sur l'écosystème ne peut pas être encore évalué, les chercheurs supposent que leurs déjections pourraient accélérer le processus d'eutrophisation des lacs, c'est-à-dire entraîner une surabondance de nutriments pouvant conduire à la prolifération d'algues ou d'autres micro-organismes nuisibles. Certains indices semblent appuyer cette hypothèse, tels que la mort de poissons, notamment en cas de températures élevées, qui serait due à un manque d'oxygène dans l'eau, et la prolifération d'algues entraînant une diminution des niveaux d'oxygène. De plus, en déplaçant leurs corps massifs dans des zones boueuses, les hippopotames peuvent créer des canaux d'écoulement de l'eau qui modifient la structure des sols humides. Ils sont ainsi considérés comme des ingénieurs d'écosystème du fait qu'ils affectent beaucoup l'écologie locale.
Dans une étude menée par Amanda Subalusky et al. en 2019, il est expliqué que l'alimentation et la défécation d'un seul hippopotame peuvent transférer en un an plus d'une tonne de carbone et d'autres nutriments des systèmes terrestres vers les systèmes aquatiques. Ce supplément d'engrais peut être source de vie, en nourrissant les plantes, les insectes et les poissons. Mais, en très grande quantité, l'effet peut être inverse, avec une anoxie de l'eau en raison du développement de bactéries avides d'oxygène, entraînant la mort massive de poissons, qui peut à son tour fournir un afflux de nourriture aux charognards. De plus, en se déplaçant, les hippopotames creusent des canaux dans la végétation, formant de nouveaux bassins et reliant les anciens, ce qui altère l'habitat et la disponibilité des ressources pour d'autres espèces. Selon les chercheurs de cette étude, l'impact des hippopotames au niveau du bassin du río Magdalena s'avèrerait négatif car ils pourraient contribuer à empêcher les plaines inondables de se remplir et déstabiliser les berges, accélérant ainsi l'érosion et détruisant les zones riveraines. De plus, relier les différents bassins pourrait être perturbateur pour certaines espèces ayant besoin de passer une partie de leur vie dans des bassins saisonniers isolés.
Néanmoins, certains écologistes estiment que les hippopotames pourraient remplacer les espèces poussées à l'extinction il y a des milliers d'années par les humains, faisant ainsi référence à la notion de réensauvagement. De plus, entre 2016 et 2018, Jonathan Shurin, écologiste à l'université de Californie à San Diego, et Nelson Aranguren-Riaño de l'université pédagogique et technologique de Colombie ont cherché à mieux comprendre les impacts environnementaux de l'hippopotame,,. Durant ce projet, financé par la National Geographic Society, ils ont comparé les lacs artificiels où les hippopotames vivent avec ceux qu'ils ne fréquentent pas, en examinant de la diversité écologique de la région à ses micro-organismes et leur productivité. Il en ressort que les différences, telles que la prolifération d'algues toxiques, seraient « mesurables mais pas dramatiques ». L'étude spécifiait, en plus, que dans leur habitat naturel, les hippopotames affectent plus la qualité de l'eau lors de saison sèche. En Colombie, les fluctuations des eaux sont moindres, ce qui permet de modérer leurs effets. En 2017, Jens-Christian Svenning, biologiste à l'université d'Aarhus au Danemark, soutient dans la revue scientifique Perspectives in Ecology and Conservation que les hippopotames de Pablo Escobar sont l'une des nombreuses espèces introduites en Amérique du Sud qui pourraient fournir des services écosystémiques réalisés précédemment par les grands herbivores disparus à la fin du Pléistocène, tels qu'acheminer les nutriments de la terre vers l'eau, modifier la structure des zones humides et contrôler les plantes herbacées en les mangeant.

### Risques pour l'Homme
L'hippopotame est considéré comme étant le plus dangereux des herbivores, faisant entre 300 et 3 000 morts chaque année dans le monde. Bien qu'herbivore, il peut se montrer très agressif quand il se sent en danger ou qu'on empiète sur son territoire. Ainsi, la probabilité de mourir pour un Homme lors d'une rencontre avec un hippopotame (86,7 %) serait plus élevée qu'une rencontre avec un lion (75 %) ou un requin (25 %). En Colombie, selon l'autorité environnementale locale (Cornare), les hippopotames ont été responsables de deux agressions sur l'Homme en 2021.
Selon le ministère de l'Environnement colombien, ces pachydermes sont aussi porteurs de la tuberculose, de la brucellose et de la maladie du charbon, menaçant ainsi la vie et la santé des habitants de la région. Par ailleurs, il est déconseillé de manger de la viande d'hippopotame, même cuite, dans l'éventualité où l'animal serait infecté par une maladie transmissible, comme ce fut le cas pour l'un d'entre eux, retrouvé mort et porteur de la leptospirose qui peut causer la méningite.

## Mesures pour contrôler la population d'hippopotames
En 2009, deux hippopotames adultes, qui donnent naissance à un jeune, s'établissent à Puerto Berrío après s'être séparés du groupe principal trois ans plus tôt à la suite d'un conflit avec le mâle dominant du troupeau. Pour parer l'éventualité qu'une nouvelle colonie d'hippopotames se développe hors de l'hacienda Nápoles et du fait qu'il s'agisse d'animaux dangereux, les autorités colombiennes décident d'agir. Ne trouvant pas de zoos qui puissent accueillir les trois pachydermes et leur capture revenant trop cher (40 000 dollars par bête), elles décident d'organiser une chasse. Les autorités font alors appel à un groupe de conservation à but non lucratif, la Neotropical Wildlife Foundation afin d'aider à gérer l'opération. Deux chasseurs expérimentés, qui représentent aussi le constructeur automobile Porsche en Colombie, sont recrutés et une escorte de soldats les accompagnent afin d'assurer la sécurité de la partie de chasse. Le mâle, du nom de Pepe, est abattu le 16 juin, mais une photo publiée le 10 juillet provoque l'indignation de la population. En effet, on peut y voir un groupe de militaires colombiens exhibant triomphalement le cadavre de l'animal. La mort de Pepe déclenche alors une vague de colère à l'encontre du gouvernement colombien ainsi qu'un flash mob à Bogota durant lequel une centaine d'activistes portant un masque d'hippopotame dansent sur l'air de The Lion Sleeps Tonight en signe de protestation. Le chroniqueur Daniel Sampler va même jusqu'à dénoncer la mort « très colombienne » de Pepe dans un pays « qui règle ses problèmes à coups de fusil ».
En 2014, les autorités colombiennes ne savent toujours pas que faire de ces hippopotames. Il a été proposé de rassembler tous les animaux et de les déplacer ensuite dans un parc spécialement construit pour eux mais cela coûterait environ 500 000 dollars. Par ailleurs, les hippopotames ne peuvent pas être envoyés en Afrique car ce sont des spécimens indigènes qui pourraient être porteurs de maladies.
Par la suite, l'institut pour l'environnement Cornare a pour mission de trouver une solution afin de contrôler la population des hippopotames. Ils pourraient éventuellement être castrés mais contrôler la démographie de ces animaux via la stérilisation s'avère coûteux et complexe. En effet, il faut compter entre 80  et   100 millions de pesos pour castrer un seul animal et, comme l'explique un vétérinaire de Cornare, « les mâles et les femelles ne se différencient pas. Les testicules sont à l'intérieur. Il faut donc les endormir et palper ». Il y a également un risque que l'animal se noie s'il s'échappe et se réfugie dans l'eau alors que l'anesthésiant lui a été injecté. Jusqu'en juillet 2016, seuls quatre spécimens ont subi cette opération. Toujours selon Cornare, le fait de les stériliser via des médicaments coûterait 20 millions de pesos par hippopotame, ce montant comprenant entre autres la recherche et la capture de l'animal, ainsi que la mise en place d'un hôpital de campagne.
Selon les dires de Carlos Valderrama, de l'ONG Webconserva, en 2016, « la solution serait de les déplacer, mais ce n'est pas facile. Même si le gouvernement équipe des vétérinaires avec des camions ou des hélicoptères, il n'y a nulle part où mettre ces animaux ». En attendant de prendre une décision sur ce problème, certains petits ont été transférés dans des zoos colombiens. De plus, afin d'éviter que les hippopotames s'éloignent de leur habitat initial et parer à toute attaque sur l'Homme, Cornare a entrepris en 2015 de clôturer leur périmètre de prédilection qui s'étend sur 25 hectares en fermant la zone avec des rochers, des citronniers épineux et du barbelé.
En 2021, alors que seuls onze hippopotames avaient été stérilisés de façon traditionnelle jusque lors, une opération de castration chimique est réalisée sur 24 individus qui reçoivent une injection de Gonaco, un « contraceptif efficace à la fois sur les mâles et les femelles ». Cette opération, qui a pour but de maîtriser la croissance « incontrôlée » de la population des hippopotames, dure près d'une semaine dans la municipalité de Puerto Triunfo et est soutenue financièrement et techniquement par les États-Unis. En 2022, afin d'assurer la protection de la vie humaine et le conservation de la biodiversité, le gouvernement colombien intègre l'hippopotame à la liste des « espèces invasives » en modifiant l'article 1er de la résolution 848 du 23 mai 2008, au même titre que l'escargot géant africain et la grenouille-taureau entre autres.
En mars 2023, le gouverneur du département d'Antioquia, Anibal Gaviria, annonce que dix de ces hippopotames devraient être prochainement transportés au sanctuaire d'Ostok (dans le nord du Mexique) et soixante autres dans un lieu similaire en Inde grâce à un plan d’envergure financé par Ernesto Zazueta, un défenseur mexicain de l'environnement.

## Dans la culture

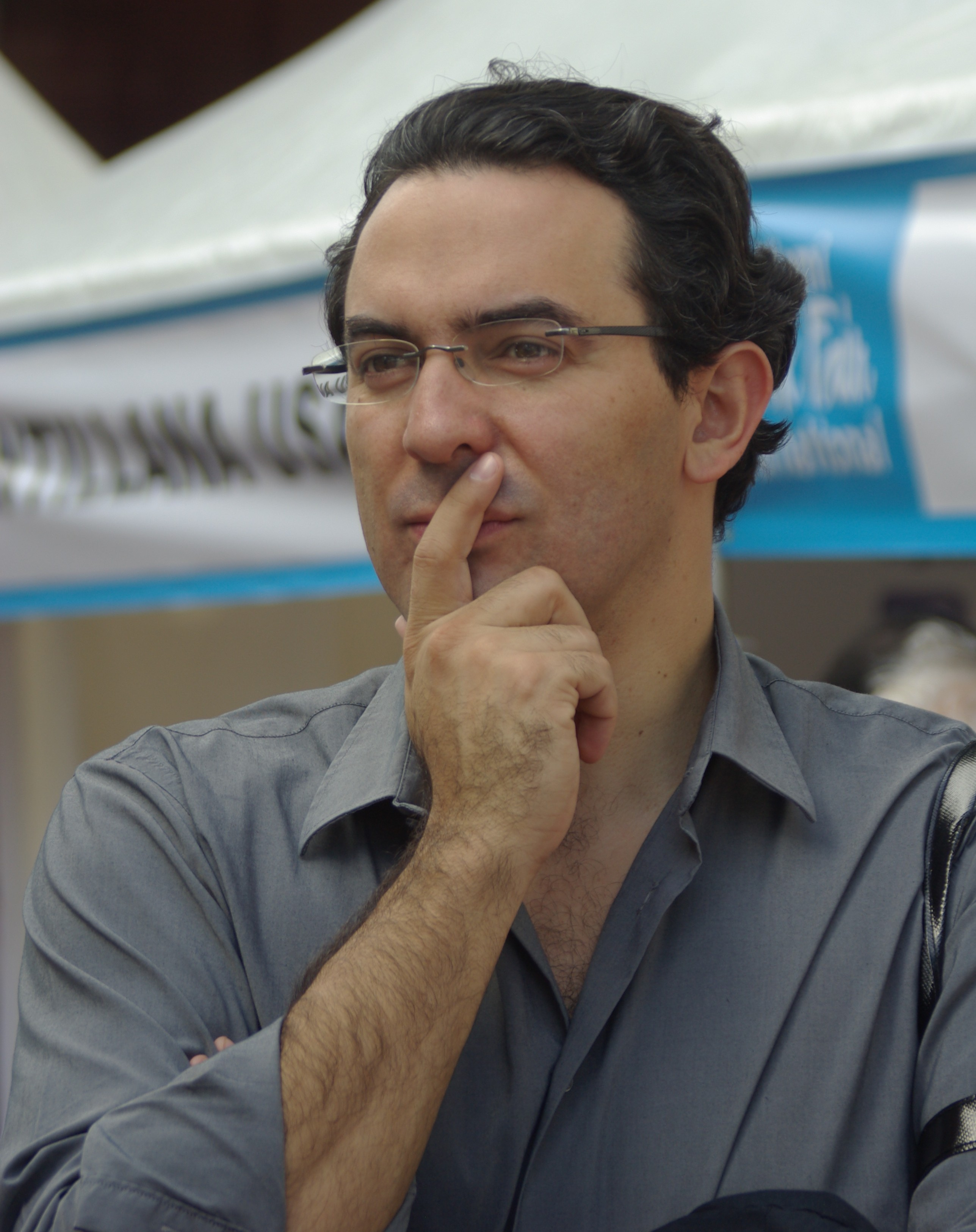
Juan Gabriel Vásquez aborde la mort de Pepe dans son roman Le Bruit des choses qui tombent.

Dans le corregimiento de Doradal, situé à proximité de l'hacienda Nápoles, les hippopotames sont un peu considérés comme « la mascotte du village ». Ainsi, par exemple, des répliques de ces animaux décorent l'entrée d'un restaurant et font partie intégrante d'un parc pour enfants.
Lawrence Elman et Antonio Von Hildebrand réalisent le documentaire Pablo's Hippos en 2010,. Ce film est présenté au festival du film de Santa Barbara (États-Unis) et à celui de Carthagène des Indes (Colombie) en 2011. Il relate l'histoire de la lutte de la Colombie avec le trafic international de drogues à travers les yeux de l'animal le plus extravagant du baron de la drogue, à savoir un hippopotame nommé Pablo. En 2011, Mauricio Vélez Domínguez réalise un reportage intitulé Los hipopótamos del Capo diffusé sur Discovery Channel. Avec l'expertise du scientifique Carlos Valderrama, il retrace l'histoire du troupeau d'hippopotames sauvages durant trois décennies, dès le début des années 1980 au moment où Escobar a fait importer les quatre pachydermes à l'hacienda. Il montre également des images exclusives de Napolitano, un hippopotame capturé par un groupe de vétérinaires avec l'aide de l'armée colombienne, afin d'être castré puis relâché. Cette production, entièrement colombienne, existe en deux versions : une pour l'Amérique latine et une autre pour les États-Unis qui accorde plus de temps à la présentation de Pablo Escobar.
En 2011, l'écrivain colombien Juan Gabriel Vásquez, sous le pseudonyme Raúl K. Fen, remporte le prix Alfaguara du roman (es) pour Le Bruit des choses qui tombent. Le roman, qui raconte l'histoire d'Antonio Yammara, un avocat traumatisé après avoir assisté à l'assassinat d'un homme, débute en narrant la fugue et la mort d'un des hippopotames de Pablo Escobar :

« Le premier hippopotame, un mâle de la couleur des perles noires qui pesait une tonne et demie, mourut au milieu de l’année 2009. Il s’était échappé deux ans plus tôt de l’ancien zoo de Pablo Escobar, dans la vallée du Magdalena, et pendant cette période de liberté il avait détruit des cultures, investi des points d’eau, terrifié les pêcheurs et était même allé jusqu’à attaquer les étalons d’un élevage. Les francs-tireurs qui l’avaient pourchassé lui tirèrent une balle dans la tête et une autre dans le cœur (de calibre .375 car la peau de l’hippopotame est épaisse) ; ils prirent la pose à côté de la dépouille, grande masse sombre et rugueuse, météorite tombée du ciel et, là, devant les premières caméras et les curieux, sous un fromager qui les protégeait du soleil brûlant, ils déclarèrent que l’animal était trop lourd pour être transporté et commencèrent aussitôt à le dépecer. »